# Prédation des chats sur la faune sauvage

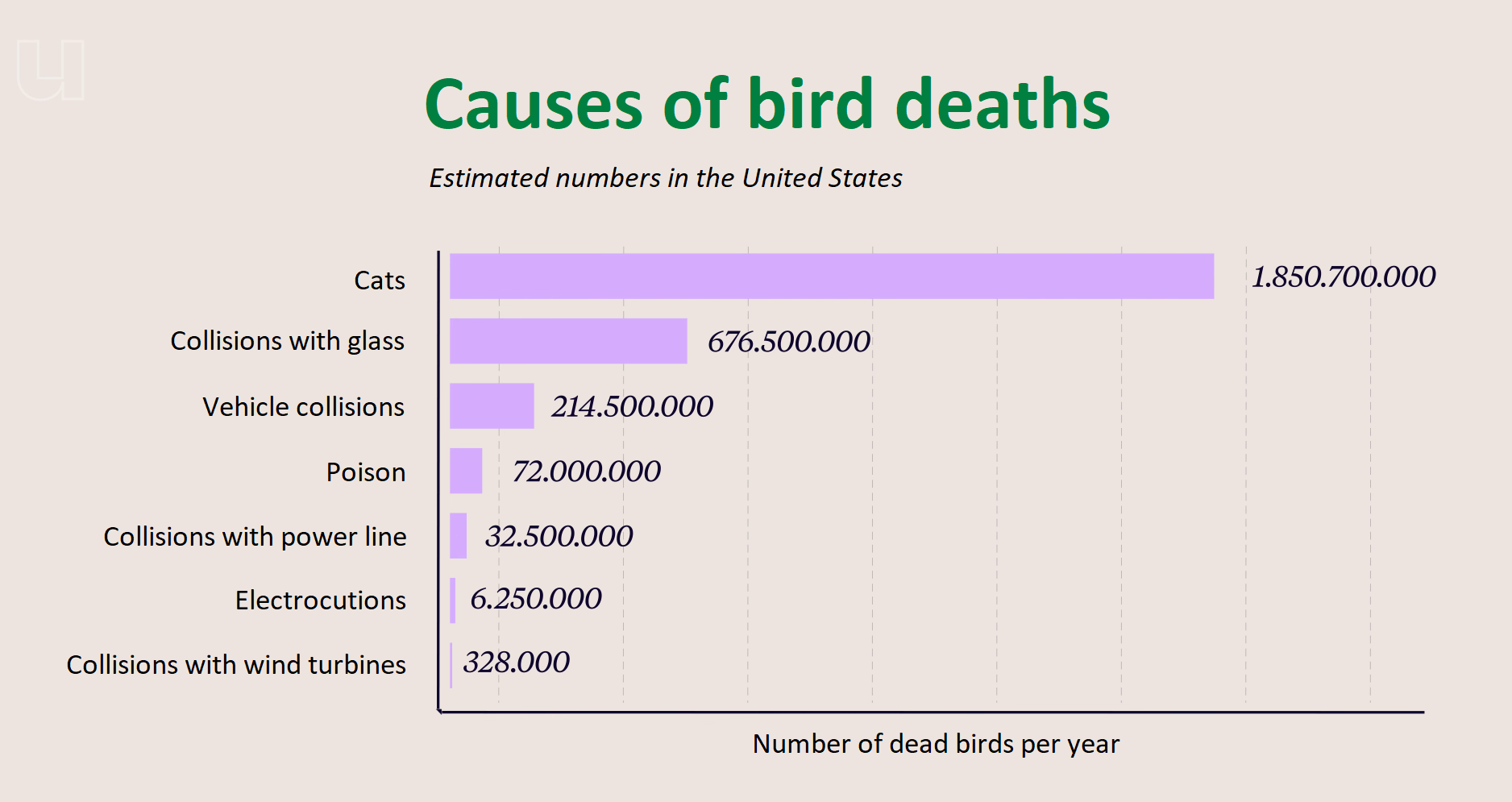
Les chats sont la première cause imputable aux hommes de la mortalité des oiseaux.

La prédation des chats sur la faune sauvage est le résultat de l'instinct naturel et du comportement des chats haret et domestiques pour chasser les petites proies, y compris la faune sauvage. Dans certains cas, ce phénomène est souhaité, afin de lutter contre les espèces nuisibles ; cependant, contrairement à une idée reçue, il n'y a aucune preuve scientifique que les chats sont un moyen efficace de contrôle des rongeurs, et les écologues s'opposent à leur utilisation à cette fin en raison des dommages disproportionnés qu'ils font à la faune sauvage bénéfique. Le chat, espèce envahissante et superprédatrice, cause en effet des dommages écologiques considérables. En Australie, la prédation des chats a contribué à l'extinction d'au moins 20 mammifères indigènes et continue d'en menacer au moins 124 autres. Leur introduction a provoqué l'extinction d'au moins 33 espèces endémiques sur les îles du monde entier.

## Impacts par pays

### États-Unis

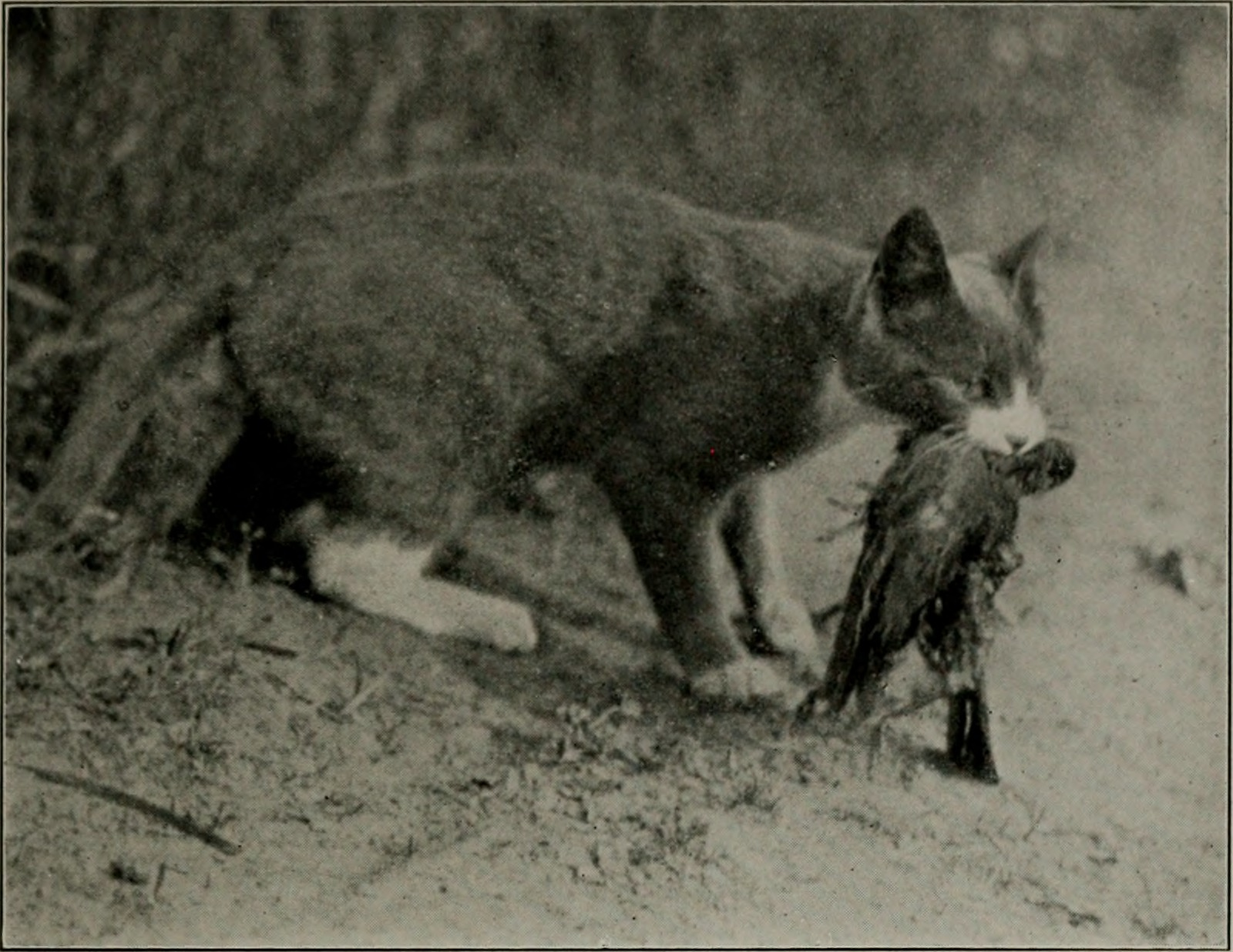
Un chat haret avec un merle d'Amérique. Plaque photographique de Forbush (1916).

Une étude réalisée en 2013 par Scott R. Loss et d'autres du Smithsonian Conservation Biology Institute et du United States Fish and Wildlife Service a révélé que les chats domestiques en liberté (pour la plupart sans propriétaire) sont la principale menace anthropique pour la faune aux États-Unis, tuant environ 1,3 à 3,7 milliards d'oiseaux et 6,3 à 22,3 milliards de mammifères par an,. Ces chiffres étaient beaucoup plus élevés que les estimations précédentes pour les États-Unis.
Les oiseaux les plus touchés sont les oiseaux chanteurs, dont les populations sont en déclin.  Les mammifères touchés sont notamment les souris, les musaraignes, les campagnols, les écureuils et les lapins.
La première étude américaine pointant l’impact du chat sur la faune sauvage fut le rapport pour le Massachusetts State Bord of Agriculture écrit par l’ornithologue Edward Howe Forbush (en) en 1916 : Le chat domestique : Tueur d’oiseaux, de souris et destructeur de la faune sauvage : Méthodes pour l’utiliser et le contrôler.  

### Australie

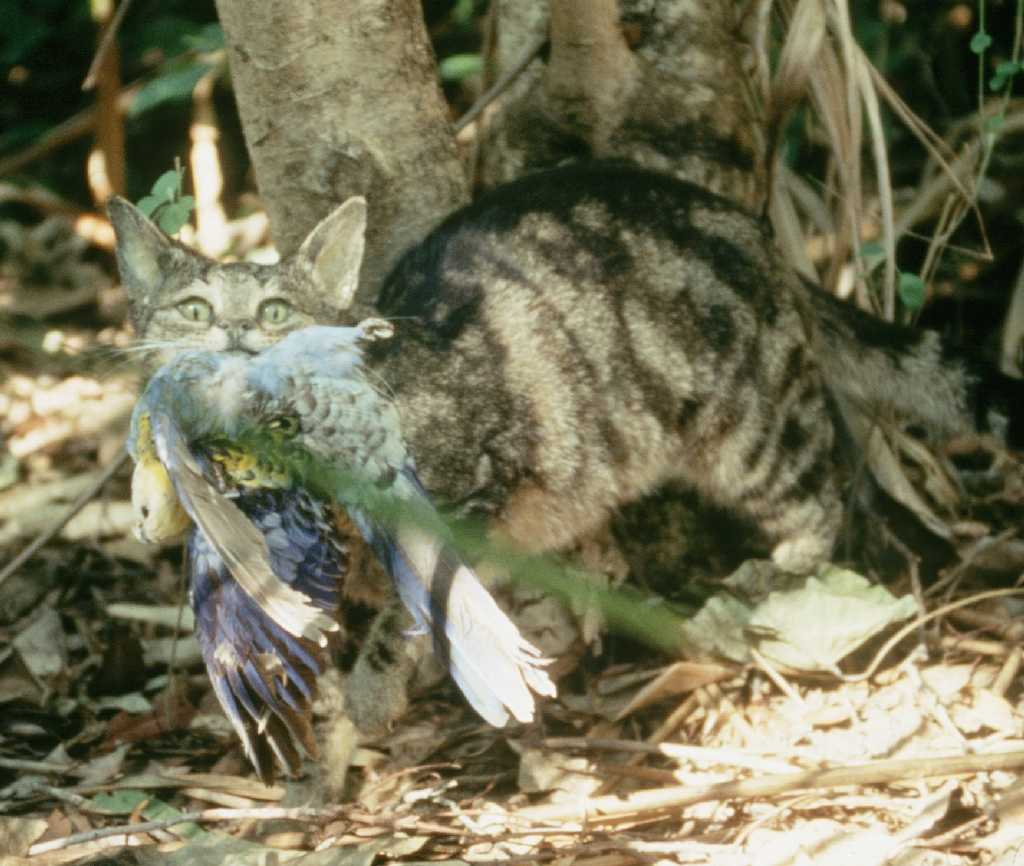
Ce chat sauvage près de Brisbane a attrapé une Perruche à tête pâle.

Le chat a été introduit en Australie par les européens. Les chats haret sont responsables du déclin et de l’extinction de nombreuses espèces dans ce pays. De plus, il a été démontré qu’ils ont un impact significatif sur les oiseaux nichant au sol et les petits mammifères endémiques.
Les chats sauvages ont également empêché toute tentative de réintroduction d’espèces menacées dans des zones où elles ont disparu, car les chats ont chassé et tué les animaux nouvellement libérés. De nombreux écologues australiens affirment que le chat haret est une catastrophe écologique en Australie, habitant la plupart des écosystèmes à l'exception de la forêt tropicale dense, et étant impliqué dans l'extinction de plusieurs espèces de mammifères marsupiaux et placentaires. Certains habitants mangent de la viande de chat pour atténuer les dommages des chats sauvages sur la faune locale.  

### Nouvelle-Zélande
La faune de Nouvelle-Zélande a évolué de manière isolée pendant des millions d'années sans la présence de mammifères (à l'exception de quelques espèces de chauves-souris). Par conséquent, les oiseaux ont dominé les niches occupées par les mammifères et beaucoup ont perdus leur capacité de voler. L'introduction de mammifères après l’arrivée des Maoris vers le XIIe siècle a eu un effet énorme sur la biodiversité endémique. Les explorateurs et les colons européens ont amené des chats sur leurs navires et la présence de chats haret a été enregistrée à partir des dernières décennies du XIXe siècle. On estime que les chats sauvages ont été responsables de l'extinction de six espèces d'oiseaux endémiques et de plus de 70 sous-espèces localisées ainsi que de la raréfaction  d’espèces d'oiseaux et de lézards.

### Royaume-Uni
Au Royaume-Uni, la Royal Society for the Protection of Birds déclare qu'il n'y a aucune preuve scientifique que la prédation des chats « ait un impact sur les populations d'oiseaux à travers le Royaume-Uni ». L'article poursuit : « Cela peut être surprenant, mais plusieurs millions d'oiseaux meurent naturellement chaque année, principalement par la famine, la maladie ou d'autres formes de prédation. Il est prouvé que les chats ont tendance à prendre des oiseaux faibles ou malades ». 
« Les espèces d'oiseaux qui ont subi les déclins de population les plus graves au Royaume-Uni (comme les alouettes, le moineau friquet et le bruant proyer) rencontrent rarement des chats, de sorte que les chats ne peuvent pas être à l'origine de leur déclin. L'étude montre que ces déclins sont généralement causés par le changement ou la perte d'habitat, en particulier sur les terres agricoles ». Ceci malgré la pratique courante au Royaume-Uni d'autoriser l'accès des chats possédés à l'extérieur.  
SongBird Survival, une association de protection des oiseaux au Royaume-Uni, considère que la ligne dominante selon laquelle il n'y a aucune preuve scientifique sur l'impact négatif de la prédation des chats sur les populations d'oiseaux au Royaume-Uni « n'est tout simplement plus tenable », elle ajoute « aucune étude n'a jamais examiné l'impact des chats sur les oiseaux chanteurs au niveau de la population ; des preuves montrent que le rétablissement de la population d'éperviers dans les années 1970-80 a entraîné le déclin de certaines populations d'oiseaux chanteurs ; les chats tuent environ trois fois plus d'oiseaux chanteurs que les éperviers ; la simple présence de chats près des nids d'oiseaux réduit d'un tiers l'apport de nourriture par les parents aux oisillons, tandis que les cris d’alarme des parents qui résultent de la présence de chats entraînent une augmentation de la prédation des nids par les corbeaux et les pies ; il est donc beaucoup plus probable que les chats aient un impact encore plus important sur les populations d'oiseaux chanteurs que les éperviers ». 
Sir David Attenborough, dans son édition de Noël 2013 du programme Tweet Of The Day de la BBC Radio 4, a déclaré que « les chats tuent un nombre extraordinairement élevé d'oiseaux dans les jardins britanniques ». Lorsqu'on lui a demandé si les propriétaires de chats devraient acheter des colliers pour leurs animaux à Noël, il a répondu : « ce serait bien pour les rouges-gorges, oui ». 

### Impacts dans les îles

#### Conséquences de l'introduction

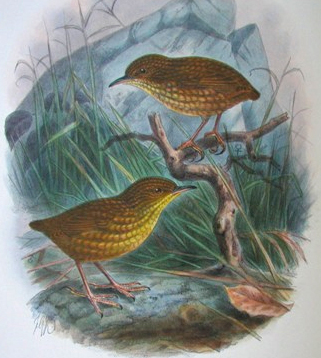
Le Xénique de Stephens s'est éteint dans les deux ans suivant l'introduction des chats sur l'île Stephens.

Les milieux insulaires posent des défis particuliers dans la gestion de la faune. En effet, de nombreuses îles abritent des espèces animales n’ayant pas de craintes envers les prédateurs. Autrement dit, les animaux qui n'ont pas de réponse prédatrice pour faire face à des prédateurs tels que les chats. Les chats sauvages introduits dans ces îles ont eu un impact dévastateur sur la biodiversité de ces îles. 
Ils ont été impliqués dans l'extinction de plusieurs espèces et extinctions locales, comme les hutias des Caraïbes, l'Océanite de Guadalupe de la côte Pacifique du Mexique et le Xénique de Stephens. Une étude de 2001 a identifié les chats comme uniques responsables du sort de certaines espèces d'oiseaux insulaires, comme le puffin de Townsend, la Tourterelle de Socorro et la Gallicolombe des Marquises. Aux îles Kerguelen, où les chats sont les seuls animaux de taille importante avec les lapins, les moutons, et les oiseaux marins, leur impact sur les oiseaux de mer est très important, même si les lapins constituent l'essentiel de leur alimentation.  
À l'échelle mondiale, la principale cause de mise en danger des oiseaux est cependant la destruction des habitats, avec au moins 52 % des oiseaux en voie de disparition affectés, tandis que les espèces introduites sur les îles, comme les chats domestiques, les rats et les mustélidés, n'ont touché que 6 % des oiseaux menacés. Parmi les espèces introduites, le chat est la menace la plus importante sur les oiseaux de mer.  

#### Restauration
En raison des dommages causés par les chats dans les îles et certains écosystèmes, de nombreux écologues travaillant dans le domaine de la restauration des îles ont travaillé pour éliminer les chats sauvages (la restauration de l'île implique l'élimination des espèces introduites et la réintroduction des espèces indigènes). En 2004, 48 îles ont vu leurs populations de chats sauvages éradiquées, y compris le réseau néo-zélandais de réserves d'oiseaux au large des îles et l'Île Macquarie en Australie . 
De plus grands projets ont également été entrepris, y compris leur extermination de l'Île de l'Ascension. Les chats, introduits au XIXe siècle, ont provoqué l'effondrement des populations d'oiseaux marins nicheurs. Le projet de les retirer de l'île a commencé en 2002 et l'île a été débarrassée de ses chats en 2004. Depuis, sept espèces d'oiseaux de mer qui n'avaient pas niché sur l'île depuis 100 ans sont revenues. 
Dans certains cas, le retrait des chats présente un effet pervers, car l'augmentation des populations de rats peut mettre en danger les espèces d'oiseaux et de mammifères, indigènes. Un exemple est l'île Macquarie, où le retrait des chats a provoqué une explosion du nombre de lapins, de rats et de souris qui nuisent aux oiseaux de mer indigènes,, même si l'éradication était positionnée dans un cadre de gestion intégrée des ravageurs. Les rats et les lapins ont finalement été éradiqués de 2007 à 2014.

## Impacts sur les souris et les rats

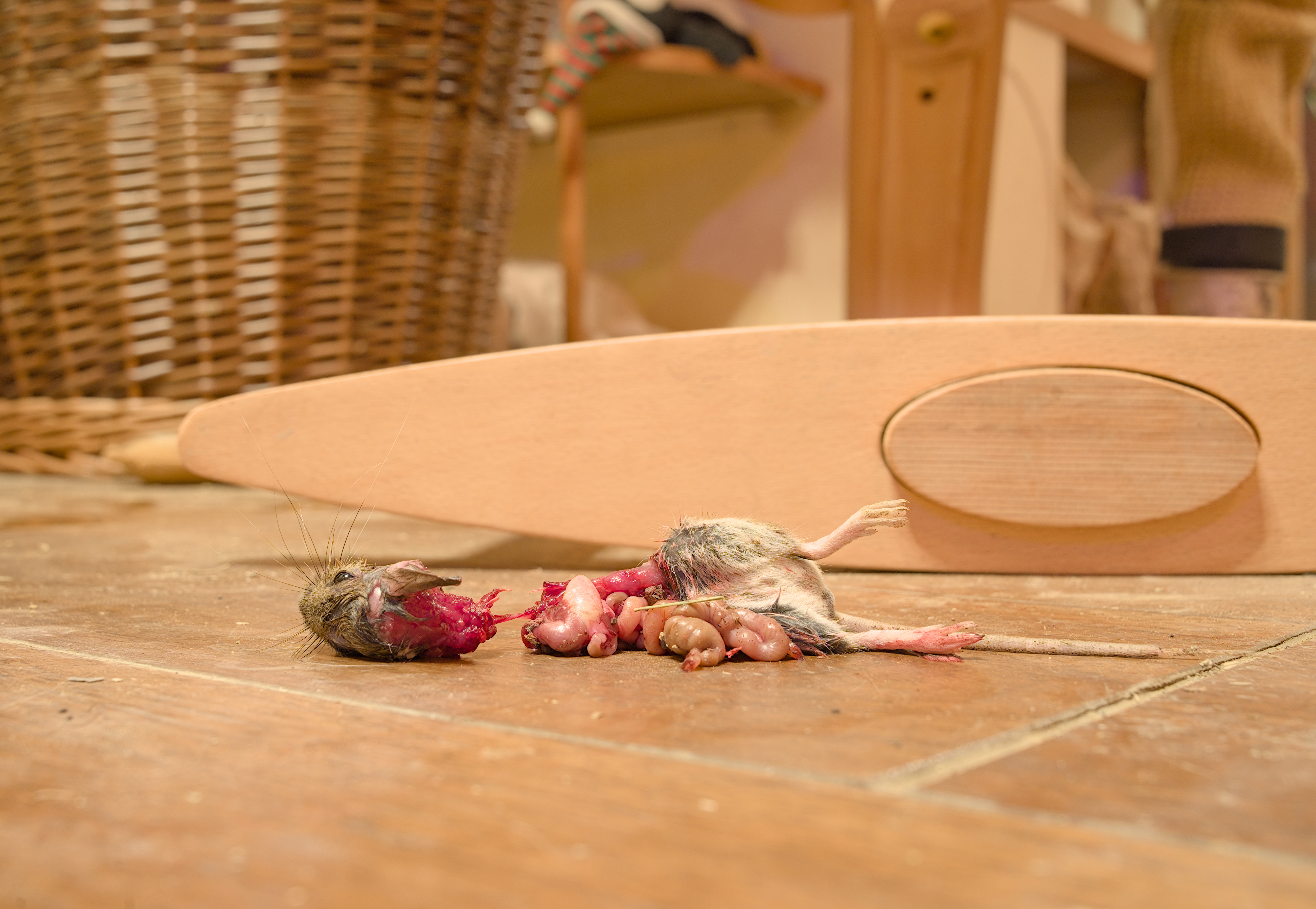
Une souris partiellement mangée par un chat

Les chats sont parfois intentionnellement relâchés dans des environnements urbains pour le contrôle des rats ; mais il y a peu de base scientifique pour cela. La réalité est que les chats trouvent que les rats sont de grandes et redoutables proies, et préfèrent donc chasser la faune sans défense comme les lézards et les oiseaux chanteurs. Les scientifiques et les écologues s'opposent à l'utilisation des chats comme forme de lutte contre les rongeurs, car ils sont totalement inefficaces dans l'élimination des espèces nuisibles, et de plus, génèrent une prédation sur les espèces sauvages,,. 
En 2002, les chats sauvages introduits dans un marché aux fleurs à Los Angeles, en Californie, auraient contribué à réduire les populations de rats. Des chats sauvages ont été introduits en 2012 dans le 47e quartier de Chicago, dans l'espoir d'y réduire un problème de rats.